# Leandro González Pirez
Leandro Martín González Pirez, né le 26 février 1992 à Buenos Aires, est un footballeur argentin qui joue actuellement au poste de défenseur central à River Plate.

## Biographie
Leandro commence sa carrière professionnelle à River Plate. En 2013, il est prêté pour un an au club belge de La Gantoise.
Avec l'équipe d'Argentine, il participe au championnat des moins de 20 ans de la CONMEBOL en 2013.

## Palmarès
- Avec  River Plate :
  - Champion d'Argentine de D2 en 2012
- Avec  Atlanta United FC :
  - Vainqueur de la Coupe MLS en 2018
  - Vainqueur de la Coupe des États-Unis en 2019